# Symphurus undecimplerus
Symphurus undecimplerus är en fiskart som beskrevs av Munroe och Nizinski, 1990. Symphurus undecimplerus ingår i släktet Symphurus och familjen Cynoglossidae. IUCN kategoriserar arten globalt som livskraftig. Inga underarter finns listade i Catalogue of Life.